# Wassergeusen

Die Flagge der Wassergeusen, die Prinsenvlag, aus der die Flagge der Niederlande wurde.

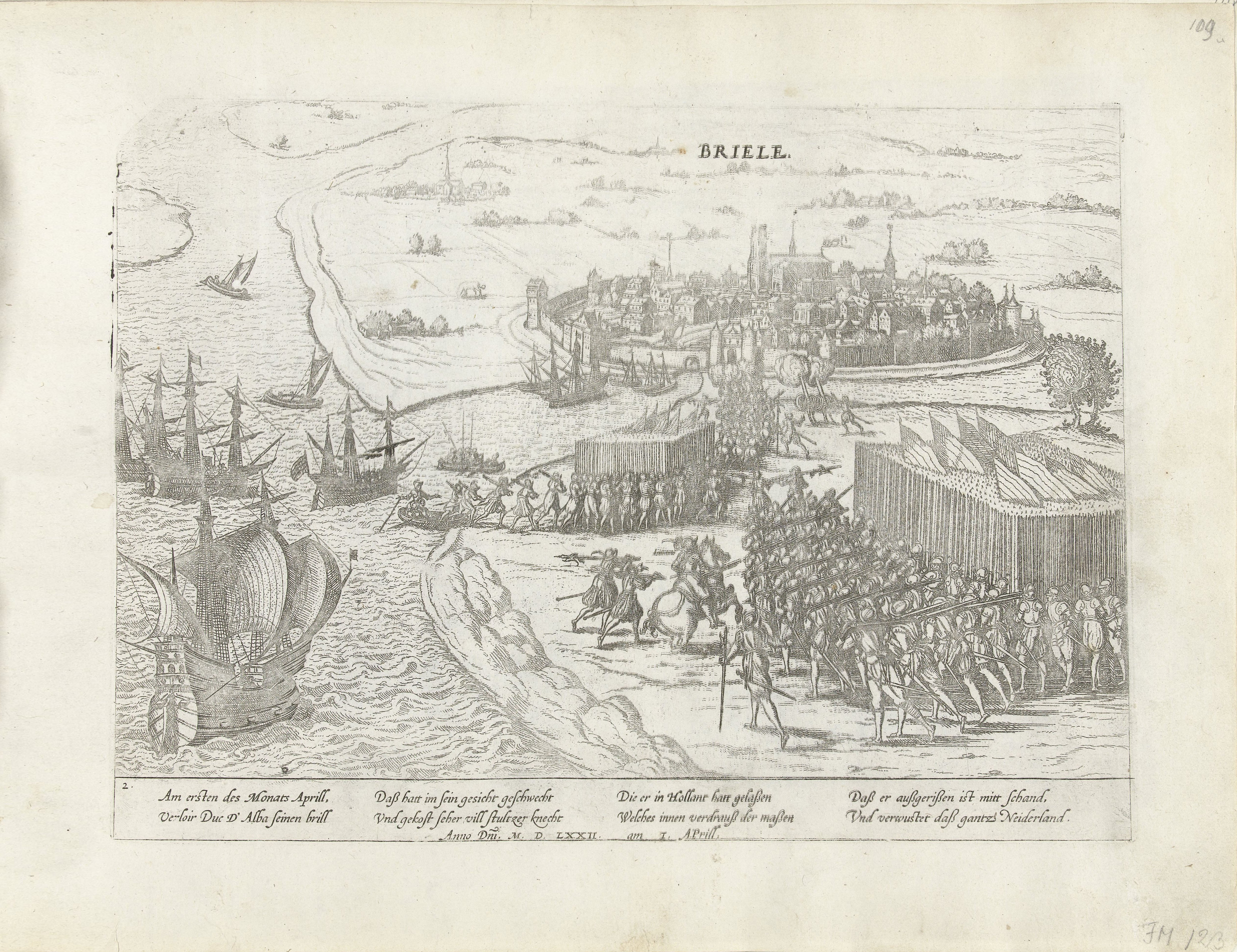
Die Eroberung von Brielle durch die Wassergeusen am 1. April 1572. Stich von Frans Hogenberg

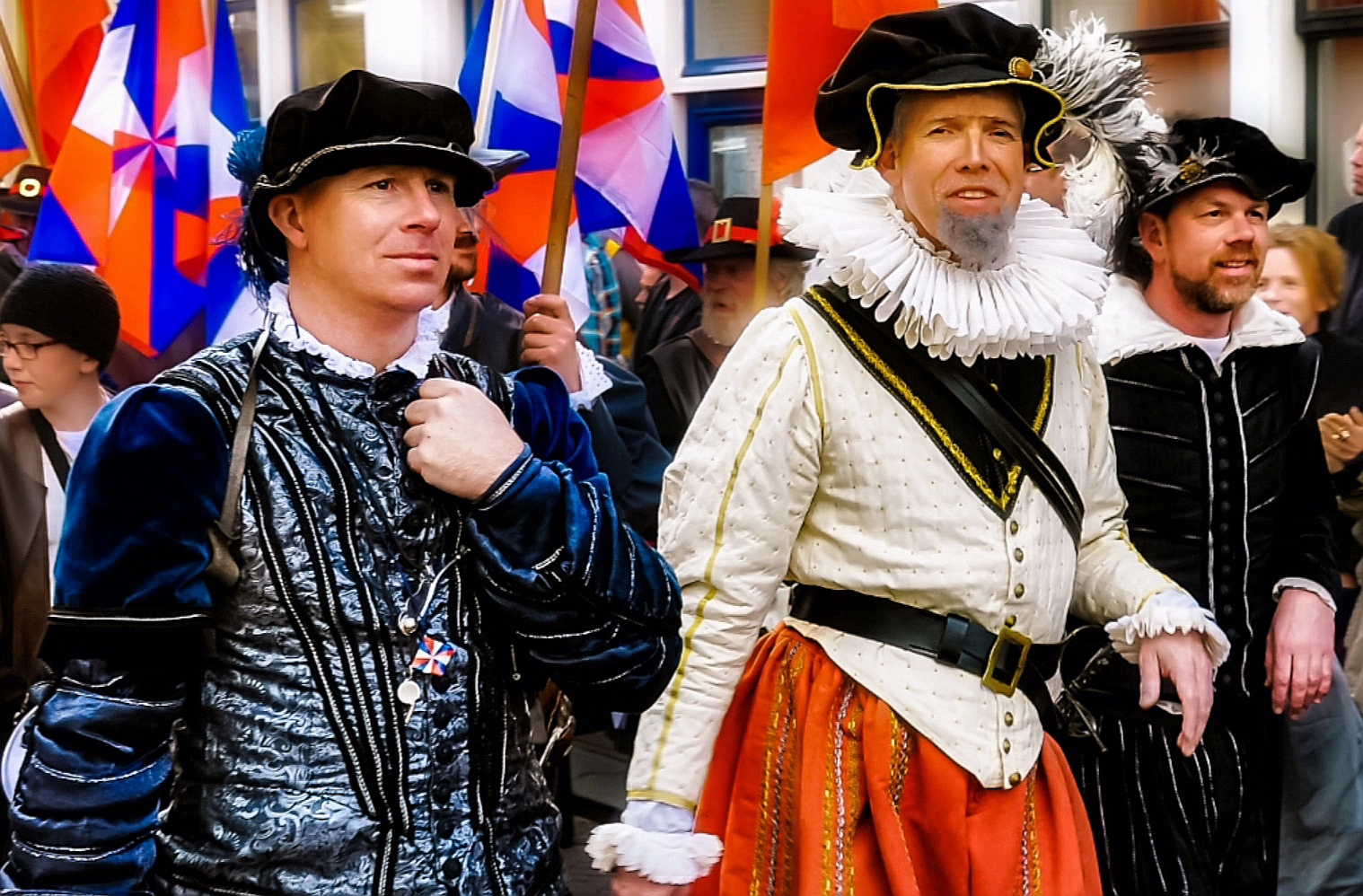
Historischer Umzug in Den Briel anlässlich der 540-Jahr-Feier der Eroberung von Brielle am 1. April 2012. Die Anführer der Wassergeusen, Wilhelm II. von der Mark (Mitte), Willem Bloys van Treslong (links) und Lenaert Jansz de Graeff (rechts).

Die Wassergeusen waren Kaperfahrer, die während des Achtzigjährigen Krieges auf Seiten der Geusen für die Unabhängigkeit der Niederlande kämpften.
Der Begriff Wassergeusen (niederländisch: watergeuzen) ist abgeleitet von „Wasser“ und „geus“ (Mehrzahl nl.: „geuzen“). „Geus“ ist eine holländische Verballhornung des französischen Wortes für Bettler, gueux.

## Historie
Während des Achtzigjährigen Krieges, des niederländischen Unabhängigkeitskrieges gegen Spanien, rüsteten viele aus Holland geflüchtete Persönlichkeiten Kaperschiffe aus, mit denen auf spanische Schiffe Jagd gemacht wurde. Edelleute und Kaufleute finanzierten die Ausrüstung der Schiffe und teilten den Gewinn. Die Watteninseln Terschelling und Rottumeroog und die englischen, französischen und die deutschen Nordseehäfen (insbesondere Emden) dienten als Zufluchtstätten. Solange die Wassergeusen sich nicht auf eine Obrigkeit berufen konnten, wurden sie als Seeräuber angesehen. Dies änderte sich, als Wilhelm von Oranien sich mit ihnen verbündete, ihnen Kaperbriefe gab und Wilhelm II. von der Marck zum Admiral der Wassergeusen ernannte. In der Folge bekamen sie als Widerstandsbewegung zu Wasser (gegen die spanischen Herrscher) mehr Unterstützung aus der Bevölkerung.
Mit der Eroberung von Brielle (Den Briel) an der Mündung der Maas am 1. April 1572 begann der Aufstand der Niederlande gegen Spanien. Die Wassergeusen unter der Führung von Von der Marck, Willem Bloys van Treslong und Lenaert Jansz de Graeff eroberten die Stadt im Namen von Wilhelm von Oranien. Schon bald folgten weitere Städte. Die lateinische Inschrift im Wappen von Brielle erinnert noch heute daran: Libertatis Primitiae (deutsch Erstlinge der Freiheit).

## In der Belletristik
Wilhelm Raabe verarbeitet in der Novelle Die schwarze Galeere den Kampf der Wassergeusen gegen die habsburgisch-spanische Oberherrschaft.